# 魚が出てきた日
『魚が出てきた日』（さかながでてきたひ、原題：The Day the Fish Came Out、別名：Otan ta psaria vgikan sti steria）は1967年のギリシャ・イギリスの映画。マイケル・カコヤニスが製作・脚本・監督・衣裳デザインを担当した。出演はトム・コートネイなど。
前年1月、スペインのアンダルシア州で空中給油中だった米B-52が機体接触により墜落。乗員全員が死亡し4発の水素爆弾B28を喪失、回収されたものの二発が破損しプルトニウムを含む放射性物質が漏洩・汚染される事故が起きた（パロマレス米軍機墜落事故）。カコヤニス監督はこの事件に触発され映画化を企画し、事故発生後半年に満たない6月に撮影を開始。本編オープニングでこの事故に言及している。

## ストーリー
エーゲ海の孤島・カロス。特にこれといった観光資源も無い、ごくごく平凡な島である。
その沖合に1機の飛行機が不時着し、2名のパイロットは無事に脱出する。だがその機体には、2個の核爆弾と放射性物質入りの金属ケースが搭載されており、事故直前に島の近くへ投棄していたのだった。パイロットたちはなんとか島に辿り着いたものの、爆弾輸送は極秘任務であるがゆえに素性を開かせず、かといって探そうとすれば怪しまれるため島民達からは「変な男たちが来た」と思われてしまい、途方に暮れるしかなかった。
一方、輸送機不時着の報を受けた軍は極秘に核爆弾と金属ケースを回収すべく、民間人に化けて島に上陸。観光開発業者を名乗り、落下地点と思しき場所を「ホテルの建設予定地を調査する」という名目で捜索しようというのだ。我が島にそんな施設が、と浮かれる島民をよそに軍部はどうにか核爆弾2個を回収したが、金属ケースだけはどうしても発見できない。おまけにホテル予定地となっていた場所から古代ギリシア時代の彫刻が発掘された結果、注目の場所として人気が急上昇。島民達はホテルやレストランに業種を鞍替えし、降って湧いた観光ブームに乗っかろうと躍起になる。
その頃、同じ島でもそんなブームとは無縁の、しがない牧場を営む農夫が謎の金属ケースを見つけた。その厳重さから「お宝に違いない」と確信した彼は、何とかしてケースを開けてやろうとあの手この手を尽くすのだが……

## キャスト
| 役名             | 俳優                         | 日本語吹替                        |
| 役名             | 俳優                         | TBS版                             |
| ---------------- | ---------------------------- | --------------------------------- |
| パイロット       | コリン・ブレイクリー         | 早野寿郎                          |
| エライアス       | サム・ワナメイカー           | 外山高士                          |
| エレクトラ       | キャンディス・バーゲン       | 武藤礼子                          |
| ナビゲーター     | トム・コートネイ             | 山田康雄                          |
| 歯医者           | ディミトリス・ニコライディス | 園田裕久                          |
| マブロヤニス夫人 | パトリシア・バーク           | 水沢摩耶                          |
| ピーター         | イアン・オギルビー           | 植田譲                            |
| 山羊飼い         | ニコラス・アレキシオス       | 阪脩                              |
| 山羊飼いの女房   | マリーナ・ショウ             | 近藤高子                          |
| フレッド         | パリ・アレクサンダー         | 木原規之                          |
| フランク         | アーサー・ミッチェル         | 武川信                            |
| フレンチ         | トム・クルニス               | 嶋俊介                            |
| 村長             |                              | 宮内幸平                          |
| 将校             |                              | 矢田稔                            |
| 教師             |                              | 井上弦太郎                        |
| 黒人             |                              | 徳丸完                            |
| 警官             |                              | 水鳥鉄夫                          |
| 男(1)            |                              | 敦賀岑一                          |
| カメラの男       |                              | 長坂蜂郎                          |
| 男(2)            |                              | 西川幾雄                          |
| ギリシャ女(1)    |                              | 浅井淑子                          |
| ギリシャ女(2)    |                              | 友近恵子                          |
| 女(1)            |                              | 渡辺典子                          |
| 女(2)            |                              | 五島美恵子                        |
| ナレーション     | N/A                          | 山内雅人                          |
|                  |                              |                                   |
| 演出             | 演出                         | 飯塚龍郎                          |
| 翻訳             | 翻訳                         | 進藤光太                          |
| 効果             |                              |                                   |
| 調整             |                              |                                   |
| 制作             | 制作                         | ニュージャパンフィルム            |
| 解説             | 解説                         | 荻昌弘                            |
| 初回放送         | 初回放送                     | 1971年3月8日 『月曜ロードショー』 |

## スタッフ
- 監督・製作・脚本：マイケル・カコヤニス
- 撮影：ウォルター・ラサリー
- 音楽：ミキス・テオドラキス